# Machine Messiah
Machine Messiah è un brano del gruppo musicale inglese di rock progressivoYes, uscito nel 1980 e contenuto nell'album Drama. Scritta principalmente da Trevor Horn e Geoff Downes, ha avuto contributi dagli altri membri Chris Squire, Steve Howe e Alan White, e nei crediti dell'album compare a nome della band.
Il brano è la risposta della band ai fan che volevano la pubblicazione di brani lunghi che caratterizzano il primo periodo del gruppo, e con i suoi 10 minuti e 27 secondi è la traccia più lunga dell'album.